# Byrrhinus noctivagus
Byrrhinus noctivagus är en skalbaggsart som beskrevs av Lea 1920. Byrrhinus noctivagus ingår i släktet Byrrhinus och familjen lerstrandbaggar. Inga underarter finns listade i Catalogue of Life.